# 세라 스트레인지
세라 스트레인지(영어: Sarah Strange, 1974년 9월 6일 ~ )는 캐나다의 배우이다.
밴쿠버에서 태어났다.

## 출연 작품
- 온 더 팜 (2016, On the Farm)
- 유치원에 간 사나이 2 (2016년)
- 호스틸 메이크오버 (2009년)
- 퍼스널 이펙츠 (2009년)
- 스타게이트 - 진실의 상자 (2008년)
- 리벤지 45 (2006년) - 빅 역
- 화이트 노이즈 (2005년) - 제인 역
- 퍼슈드 (2004년)
- 패밀리 어페어 (1998년)
- 키친 파티 (1997년) - 신시아 역
- 사랑의 가족 (1996년)
- 개 목걸이 2 (1995년)
- 다니엘 스틸 - 축복의 조건 (1995년)
- 하이드어웨이 (1995년)
- 작은 아씨들 (1994년)

### 텔레비전
- 란마 ½ (1993-98) - 영어 더빙
- 제3의 눈 (1995)
- Life as We Know It (2004-05)
- 멘 인 트리스 (2006-08, Men in Trees) - 테리사 역
- 라이프 언익스펙티드 (2010) - 닥터 로즈너 역